# Jabučje (Pivara)
Pour les articles homonymes, voir Jabučje.
Jabučje (en serbe cyrillique : Јабучје) est un village de Serbie situé dans la municipalité de Pivara (Kragujevac), district de Šumadija. Au recensement de 2011, il comptait 160 habitants.

## Démographie
| 1948 | 1953 | 1961 | 1971 | 1981 | 1991 | 2002 | 2011 |
| ---- | ---- | ---- | ---- | ---- | ---- | ---- | ---- |
| 370  | 370  | 355  | 258  | 240  | 195  | 154  | 160  |

|  |